# Nomads in the Night
Nomads in the Night è un singolo del cantante lituano Jeronimas Milius, pubblicato nel 2008.
Il brano ha vinto Nacionalinis finalas 2008, guadagnando il diritto di rappresentare la Lituania all'Eurovision Song Contest 2008 a Belgrado. Qui Jeronimas Milius si è piazzato al 16º posto su 19 partecipanti con 30 punti totalizzati nella seconda semifinale, non riuscendo a qualificarsi per la finale.

## Tracce
Testi e musiche di Jeronimas Milius e Vytautas Diškevičius.
1. Nomads in the Night – 2:45